# NGC 1208
NGC 1208 é uma galáxia espiral (S0-a) localizada na direcção da constelação de Eridanus. Possui uma declinação de -09° 32' 27" e uma ascensão recta de 3 horas, 06 minutos e 11,7 segundos.
A galáxia NGC 1208 foi descoberta em 10 de Janeiro de 1785 por William Herschel.